# Madeleine Sami
Madeleine Nalini Sami es profesional de la actuación, dirección, comedia y música de Nueva Zelanda. Comenzó su carrera en la actuación en teatro antes de pasar a la televisión, donde creó, coescribió y protagonizó Super City. Coescribió, codirigió y protagonizó la película de 2018 The Breaker Upperers, junto con Jackie van Beek, que fue un éxito de taquilla en Nueva Zelanda. Sami copresentó The Great Kiwi Bake Off.

## Primeros años
Sami es uno de cuatro hijos. Sus padres son Christine Southee, que tiene ascendencia irlandesa, y Naren Sami, un indio de Fiji que se estableció en Nueva Zelanda. Sus padres se separaron cuando tenía 11 años. Asistió a la escuela secundaria Onehunga.

## Carrera

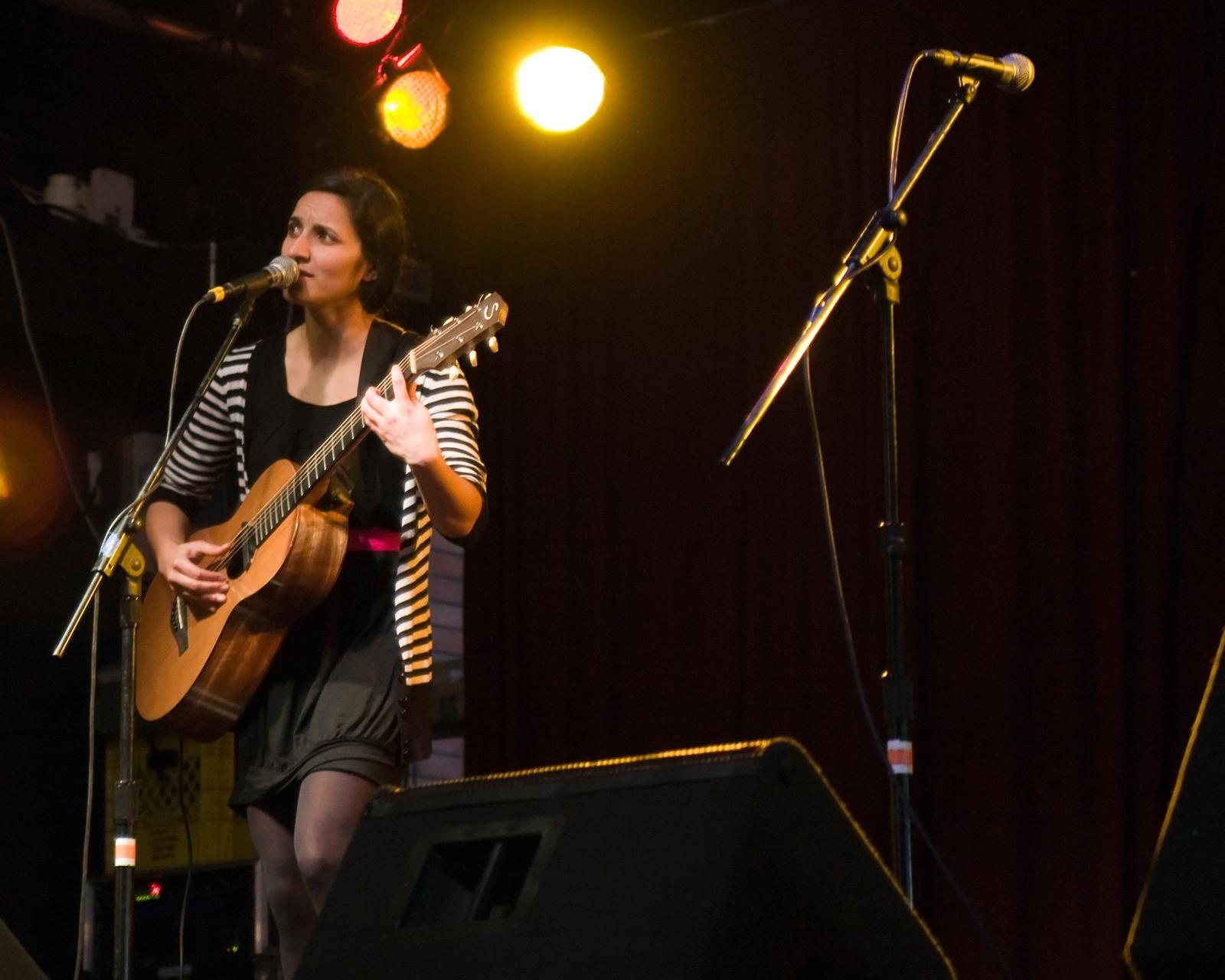
Madeleine Sami actuando en King's Arms, Auckland, 2007

Sami saltó a la fama protagonizando la obra de Toa Fraser Bare, ganando el premio a la mejor actriz en los premios Chapman Tripp Theatre de 1999. Luego formó parte de la siguiente obra de Fraser, No. 2, que ganó el premio Perrier Comedy Award en el Edinburgh Fringe.
En 2011, Sami creó, coescribió junto a Tom Sainsbury y protagonizó su propia serie de comedia, Super City, dirigida por Taika Waititi. Sami interpretó cinco personajes diferentes en el programa y ganó el premio a la Mejor Actuación de una Actriz en los premios AFTA de 2011. Más tarde fue copresentó The Great Kiwi Bake Off y protagonizó la serie de televisión Golden Boy y The Bad Seed. Hizo su debut dirigiendo en televisión cuando dirigió un episodio de la segunda temporada de Funny Girls, y finalmente dirigió once episodios de la serie.
Sami es parte de The Sami Sisters, un grupo musical formado por Sami y sus dos hermanas. Lanzaron el álbum Happy Heartbreak en 2011.
Coescribió, codirigió y protagonizó la película del 2018 The Breaker Upperers, junto con Jackie van Beek. La película recibió críticas positivas y fue un éxito de taquilla en Nueva Zelanda, convirtiéndose en la película neozelandesa más vendida de 2018 y una de las 20 películas neozelandesas más taquilleras de la historia. La pareja se reuniría para dirigir la película de Netflix Hope, protagonizada por Aubrey Plaza. Sami también apareció en la película de 2019, Come to Daddy, dirigida por Ant Timpson.
El 17 de mayo de 2021, Sami apareció en The Masked Singer NZ como "Monarch (Butterfly)", perdiendo en el cuarto episodio. El mismo año estuvo en el panel del programa Patriot Brains.

## Vida personal
En enero de 2015, Sami se casó con Pip Brown, conocida como la cantautora Ladyhawke. Brown dio a luz a su hija el 20 de octubre de 2017. Sami y Brown anunciaron el fin de la relación en 2023.
Sami usa los pronombres en inglés she/they.

## Filmografía

### Películas
| Año  | Título                         | Papel                | Notas                    |
| ---- | ------------------------------ | -------------------- | ------------------------ |
| 2000 | Ice As: Ice House              | Varios               |                          |
| 2000 | Fish Skin Suit                 | Libby                | Película de televisión   |
| 2000 | Teach You a Lesson             | Narrador             | Cortometraje             |
| 2003 | Perfect Strangers              | Andrea               |                          |
| 2006 | Sione's Wedding                | Tania                |                          |
| 2007 | Eagle vs Shark                 | Cliente hamburguesas |                          |
| 2009 | Under the Mountain             | Alguacil Green       |                          |
| 2012 | Sione's 2: Unfinished Business | Tania                |                          |
| 2014 | What We Do in the Shadows      | Morana               |                          |
| 2015 | Slow West                      | Marimacho            |                          |
| 2018 | The Breaker Upperers           | Mel                  | También escribe y dirige |
| 2019 | Come to Daddy                  | Gladys               |                          |
| 2020 | Baby Done                      | Partera hospitalaria |                          |

### Televisión
| Año       | Título                          | Papel                         | Notas                                           |  |
| --------- | ------------------------------- | ----------------------------- | ----------------------------------------------- |  |
| 1998      | Pio!                            | Varios                        |                                                 |  |
| 1999      | Shortland Street                | Dr. Shivani 'Vani' Naran      |                                                 |  |
| 2000      | Fish Skin Suit                  | Libby                         |                                                 |  |
| 2001      | Xena: la princesa guerrera      | Tyro                          | Episodio: "To Helicon and Back"                 |  |
| 2004      | Talent                          | Química                       |                                                 |  |
| 2004      | The Insiders Guide to Happiness | Tess                          |                                                 |  |
| 2007      | Rude Awakenings                 | Francesca Hoyle               |                                                 |  |
| 2007      | Outrageous Fortune              | Linda                         |                                                 |  |
| 2006–2007 | Bro'Town                        | Voces adicionales/Bianca      | 5 episodios                                     |  |
| 2009      | Diplomatic Immunity             | Agente Amy Bickler            |                                                 |  |
| 2008–2009 | The Jaquie Brown Diaries        | Serita Singh                  | 13 episodios                                    |  |
| 2009–2013 | Buzzy Bee and Friends           | Buzzy Bee                     | 14 episodios                                    |  |
| 2009–2020 | 7 Days                          | Ella misma                    | 20 episodios                                    |  |
| 2010      | Radiradirah                     | Varios                        |                                                 |  |
| 2011      | 3 News                          | Ella misma                    |                                                 |  |
| 2011–2013 | Super City                      | Pasha/Georgie/Azeem           | También creó, escribió y dirigió ejecutivamente |  |
| 2013      | Top of the Lake                 | Zena                          |                                                 |  |
| 2013      | Aroha Bridge                    | Mum/Aunty Winny/Angeline Hook |                                                 |  |
| 2016      | All Talk with Anika Moa         | Ella misma                    |                                                 |  |
| 2016–2018 | Funny Girls                     | Director                      |                                                 |  |
| 2014      | Flat3                           | Madeline                      |                                                 |  |
| 2018–2021 | The Great Kiwi Bake Off         | Host                          |                                                 |  |
| 2019      | Get Krack!n                     | Amy Bryan                     | 1 episodio                                      |  |
| 2019      | The Bad Seed                    | Marie Da Silva                | 5 episodios                                     |  |
| 2019      | Golden Boy                      | Claire                        | 8 episodios                                     |  |
| 2019      | What's Your Problem?            | Ella misma                    | 1 episodio                                      |  |
| 2019–     | Have You Been Paying Attention? | Invitada                      |                                                 |  |
| 2020      | Taskmaster NZ                   | Ella misma                    | 10 episodios                                    |  |
| 2021      | The Masked Singer NZ            | Monarch                       | 2 episodios                                     |  |
| 2023      | Deadloch                        | Eddie Redcliffe               | 8 episodios                                     |  |
| 2023      | Double Parked                   | Nat                           |                                                 |  |

### Teatro
| Año        | Título                                     | Papel                           | Teatro                          |
| ---------- | ------------------------------------------ | ------------------------------- | ------------------------------- |
| 1998       | Three People in a Cinema                   | Varios                          | Silo Theatre                    |
| 1999       | Legacy                                     | Reparto                         | Aotearoa Young People's Theatre |
| 2000       | No. 2                                      | Varios                          | Edinburgh Festival              |
| 2001       | No. 2                                      | Varios                          | Gira en NZ                      |
| 2001       | Bare                                       | Varios                          | Wellington Fringe Festival      |
| 2002       | Los monólogos de la vagina                 | Varios                          | Auckland Theatre Company        |
| 2005- 2006 | Bad Jelly the Witch                        | Bad Jelly                       | Silo Theatre                    |
| 2007       | Some Girl(s)                               | Tyler                           | Silo Theatre                    |
| 2008       | Rabbit                                     | Emily                           | Silo Theatre                    |
| 2008       | Whero's New Net                            | Varios                          | Massive Company                 |
| 2008       | The 25th Annual Putnam County Spelling Bee | Logainne Schwartzandgrubenierre | Auckland Theatre Company        |
| 2009       | No. 2                                      | Varios                          | Silo Theatre                    |
| 2010       | Dance Troupe Supreme                       | Kellyanna                       | Maidment Theatre                |
| 2014       | Jesus Christ Superstar                     | Rey Herodes                     | Auckland Theatre Company        |